# European Services Forum
Das European Services Forum (ESF) ist eine Lobbyorganisation des europäischen Dienstleistungssektors mit Sitz in Brüssel. Die im April 1999 gegründete Organisation sieht seine Aufgabe darin, aktiv die Liberalisierung des internationalen Handels im Dienstleistungsbereich zu fördern.
Etwa 30 große europäische Unternehmen aus 27 EU-Mitgliedstaaten sind Teil des Forums, darunter Standard Chartered Bank, Clifford Chance, Deutsche Telekom, France Télécom, DHL, Siemens und Telefónica, sowie ebenfalls ca. 30 Unternehmensverbände, z. B. Businesseurope.
Das ESF versteht sich selbst als die Stimme der europäischen Dienstleistungsbranche in den internationalen Verhandlungen für den Handel.

## TiSA
Das ESF warnt seine Mitglieder nach Presseberichten zu bekannt gewordenen Dokumenten aus Geheimverhandlungen zum Trade in Services Agreement vom November 2016 vor einem möglichen, strengen Datenschutz in dem Abkommen und fordert sie auf, sich für einen „unbegrenzten Datenfluss“ einzusetzen.